# Eucalyptus kingsmillii
Eucalyptus kingsmillii là một loài thực vật có hoa trong Họ Đào kim nương. Loài này được (Maiden) Maiden & Blakely mô tả khoa học đầu tiên năm 1929.

## Hình ảnh

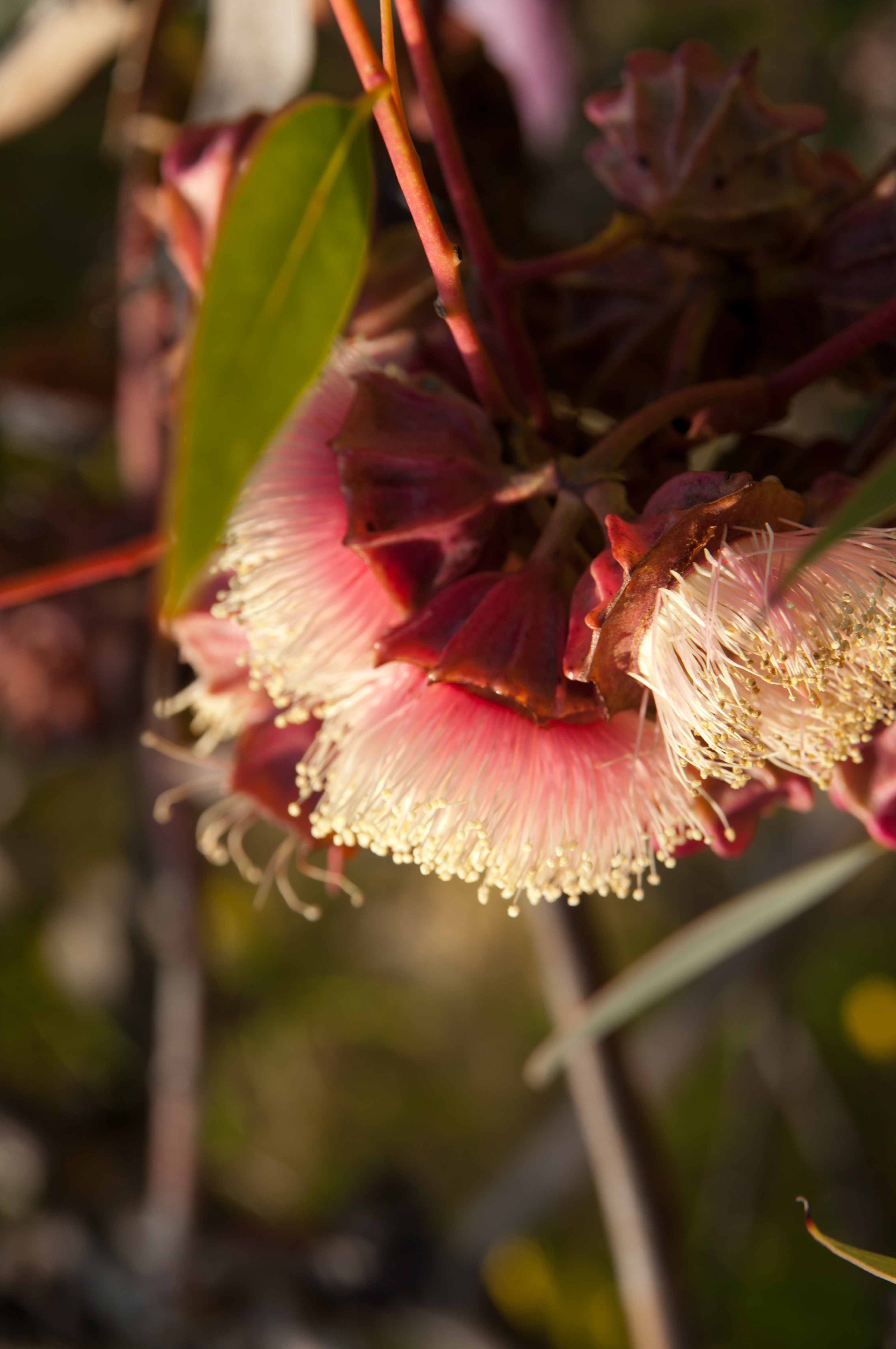
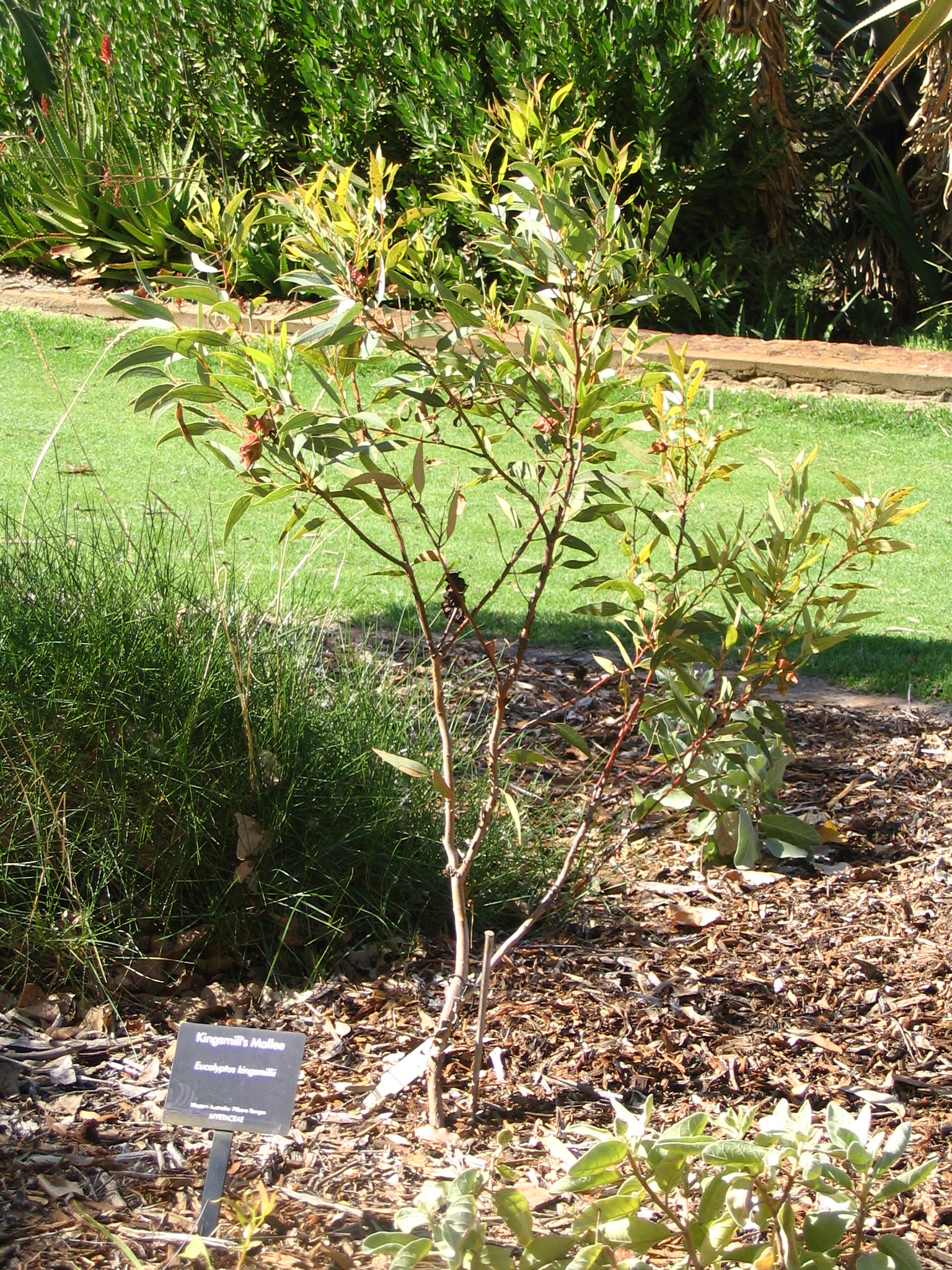